# Heaven and Hell
„Heaven and Hell“ е девети студиен албум на британската хевиметъл група Black Sabbath, издаден през април 1980. Това е първият албум на групата с вокала Рони Джеймс Дио и с известния продуцент Мартин Бирч. Обложката на албума е взета от картината „Пушещи ангели“ на художника Лин Кърли. „Heaven and Hell“ става един от най-добре продаваните албуми на групата и я възкресява след напускането на Ози Озбърн.
През 2007 г. Sabbath тръгват на турне с Дио (на мястото на Ози), за да промотират компилационния албум „Black Sabbath: The Dio Years“. Тъй като Ози отново е член на групата, съставът Дио/Айоми/Бътлър/Апис решават да се нарекат Heaven and Hell и да изпълняват материал, записан след напускането на Ози, голяма част от който не е изпълняван от години.

## Промени в състава
След напускането на Ози, към състава се присъединява бившият вокал на Rainbow Рони Джеймс Дио. Той допринася за групата с уникалния си стил на пеене и писане на песни.
Освен него Джеф Никълс от Quartz трябвало да замести Гийзър Бътлър, тъй като той заплашвал, че ще напусне групата. Въпреки това, след като става ясно, че Бътлър остава в Sabbath, Николс се премества на клавишните. Той става само за кратко член на групата (1986-87), но въпреки това остава единствения кийбордист в Black Sabbath за повече от 20 години, като обикновено свири на концерти, но не е на сцената.
Барабанистът Бил Уорд участва в създаването на албума, но пиенето и други лични фактори са причината той да напусне групата по време на последвалото турне. Негов заместник тогава става Вини Апис, който става и официален член на Sabbath.

## Написването на албума
Точният произход на голяма част от материала за този албум все още не е напълно ясен. Ози се опитва да запише нещо от това което впоследствие ще стане „Heaven and Hell“, преди да напусне групата. На практика Sabbath започват да пускат демо материали с Дио, докато Ози все още е в групата.
Песента „Children of the Sea“ е написана от Дио и Айоми по време на първия им сешън. Когато Бътлър се завръща в студиото, само едно парче още не е написано – „Neon Knights“. Бившият басист на Elf и Rainbow Крейг Грубер участва за известно време в сешъните и се появяват слухове, че именно той свири в албума (тези слухове са отречени от Айоми).
Бил Уорд казва, че „няма спомен“ да е участвал в написването на албума, поради алкохолизма. Не е ясно каква точно част от албума е написана от Уорд и Бътлър, ако изобщо има такава.

## Прием
Въпреки че много от феновете на Black Sabbath отхвърлят албума (и всички албуми на групата в следващите 15 години), поради напускането на Ози, албумът е приет добре (#9 Великобритания, #28 САЩ) и стига най-високи след „Sabotage“ (1975). Феновете често посочват „Heaven and Hell“ като един от любимите си албуми. Дио смята, че песента „Heaven and Hell“ е една от най-добрите, които е правил в кариерата си.

## Състав
- Рони Джеймс Дио – вокали
- Тони Айоми – китара
- Гийзър Бътлър – бас
- Бил Уорд – барабани
- Джеф Николс – клавишни

## Песни
Всички песни са написани и изпълнени от Рони Джеймс Дио, Тони Айоми, Гийзър Бътлър и Бил Уорд.
| Heaven and Hell | Heaven and Hell     | Heaven and Hell | Heaven and Hell | Heaven and Hell | Heaven and Hell | Heaven and Hell | Heaven and Hell | Heaven and Hell | Heaven and Hell |
| №               | Име                 | Време           |                 |                 |                 |                 |                 |                 |                 |
| --------------- | ------------------- | --------------- | --------------- | --------------- | --------------- | --------------- | --------------- | --------------- | --------------- |
| 1.              | Neon Knights        | 3:53            |                 |                 |                 |                 |                 |                 |                 |
| 2.              | Children of the Sea | 5:34            |                 |                 |                 |                 |                 |                 |                 |
| 3.              | Lady Evil           | 4:26            |                 |                 |                 |                 |                 |                 |                 |
| 4.              | Heaven and Hell     | 6:59            |                 |                 |                 |                 |                 |                 |                 |
| 5.              | Wishing Well        | 4:07            |                 |                 |                 |                 |                 |                 |                 |
| 6.              | Die Young           | 4:45            |                 |                 |                 |                 |                 |                 |                 |
| 7.              | Walk Away           | 4:25            |                 |                 |                 |                 |                 |                 |                 |
| 8.              | Lonely Is the Word  | 5:51            |                 |                 |                 |                 |                 |                 |                 |
| 39:46           |                     |                 |                 |                 |                 |                 |                 |                 |                 |

### Сингли
| Year | Song                  | Chart positions      | Chart positions    | Chart positions | Chart positions  |
| Year | Song                  | US Billboard Hot 100 | US Mainstream Rock | US Modern Rock  | UK Singles Chart |
| 1980 | „Neon Knights“        | -                    | #17                | -               | #22              |
| 1980 | „Heaven and Hell“     | -                    | -                  | -               | -                |
| 1980 | „Children of the Sea“ | -                    | -                  | -               | -                |
| 1980 | „Die Young“           | -                    | -                  | -               | #41              |

### Кавъри
- Queensrÿche прави кавър на „Neon Knights“ в албума си от 2007 г. „Take Cover“.
- Iron Savior прави кавър на „Neon Knights“ в албума си от 1998 г. „Unification“.
- Американската дуум метъл банда Solitude Aeturnus прави кавър на „Heaven and Hell“ в албума си „Adagio“. Песента има кавър и от Benedictum, в дебютния им албум „Uncreation“ (който включва и кавър на „The Mob Rules“).